# Kaolinovo
Kaolinovo (în bulgară Каолиново) este un oraș în partea de nord-est a Bulgariei. Aparține de  Obștina Kaolinovo, Regiunea Șumen.

## Demografie
Componența etnică a orașului Kaolinovo
     Turci (84,4%)
     Bulgari (12,31%)
     Nicio identificare (2,53%)
     Altele (0,75%)
La recensământul din 2011, populația orașului Kaolinovo era de 1.462 locuitori. Din punct de vedere etnic, majoritatea locuitorilor (84,4%) erau turci, cu o minoritate de bulgari (12,31%). Pentru 2,53% din locuitori nu este cunoscută apartenența etnică.